# ラストラグル
ラストラグル (lastruggle) は、日本のロックバンドである。
バンド名は英語のLast(最期)とstruggle(悪足掻き)を組み合わせた造語。東京を中心に活動中。

## 概要
埼玉県にある文教大学におけるサークル「作詞作曲研究会」(通称：サッケン) のメンバーであった荘司尚哉と小泉尚也により2014年8月に結成。

## メンバー
- 荘司尚哉（しょうじ なおや、8月2日 - ）
  - ボーカル・ギター担当。千葉県出身。血液型はA型。ラストラグルの作詞、作曲を担当。
- なおまる（なおまる、6月30日 - ）
  - ギター担当。
- 五十嵐弘樹（いがらし ひろき、10月31日 - ）
  - ベース担当。北海道出身。血液型はA型。

### 旧メンバー
- 福田拓人（ふくだ たくと）
  - ドラム担当。
- 冠就人（かんむり しゅうと）
  - ベース担当。

## 来歴
2012年
小泉が文教大学に入学、同大学の軽音楽サークルである「作詞作曲研究会」に入部、そこで当時2年生の荘司と旧メンバーの一人である冠就人に出会う。そこでオリジナルバンドの結成の話が持ち上がるがなかなか実現せず。
2013年
五十嵐が入部。各々コピーバンド等で多くのバンドを組む。この時、荘司のバンドには冠、冠のバンドには荘司がいるという自他共に認めるセットであった。また、他メンバーも互いにコピーバンドを組み、親交を深めていった。
2014年
学業、部活動が落ち着いてきたタイミングで再びオリジナルバンドの話が持ち上がる。ここで荘司が新しく始めたバイト先で旧メンバーの一人である福田拓人に出会い、お互いがバンドをやっている事が判明。いずれバンドを組もうと口約束をし、それが縁となり、いよいよ荘司、小泉、冠、福田により同年8月ラストラグル結成。9月より都内を中心にライブを行った。
2015年
3月に冠が進学等の理由により脱退。新メンバーとして冠の後輩にあたる五十嵐が加入。6月、ミュージシャンシップにて優勝を手にする。
2016年
3月4日にファーストミニアルバム【ster】、主催コンピレーションアルバム「LASTRUGGLE presents. COMP BOX vol.1」を同時リリース、Amazon等の通販を中心に全国流通開始。

## 主なライブ

### 主催イベント
- 2016年3月4日 新大久保club voice「STRUGGLE RUSH VOL.1」
- 2016年5月20日 新大久保club voice「STRUGGLE RUSH VOL.2」